# Albrecht Maurer

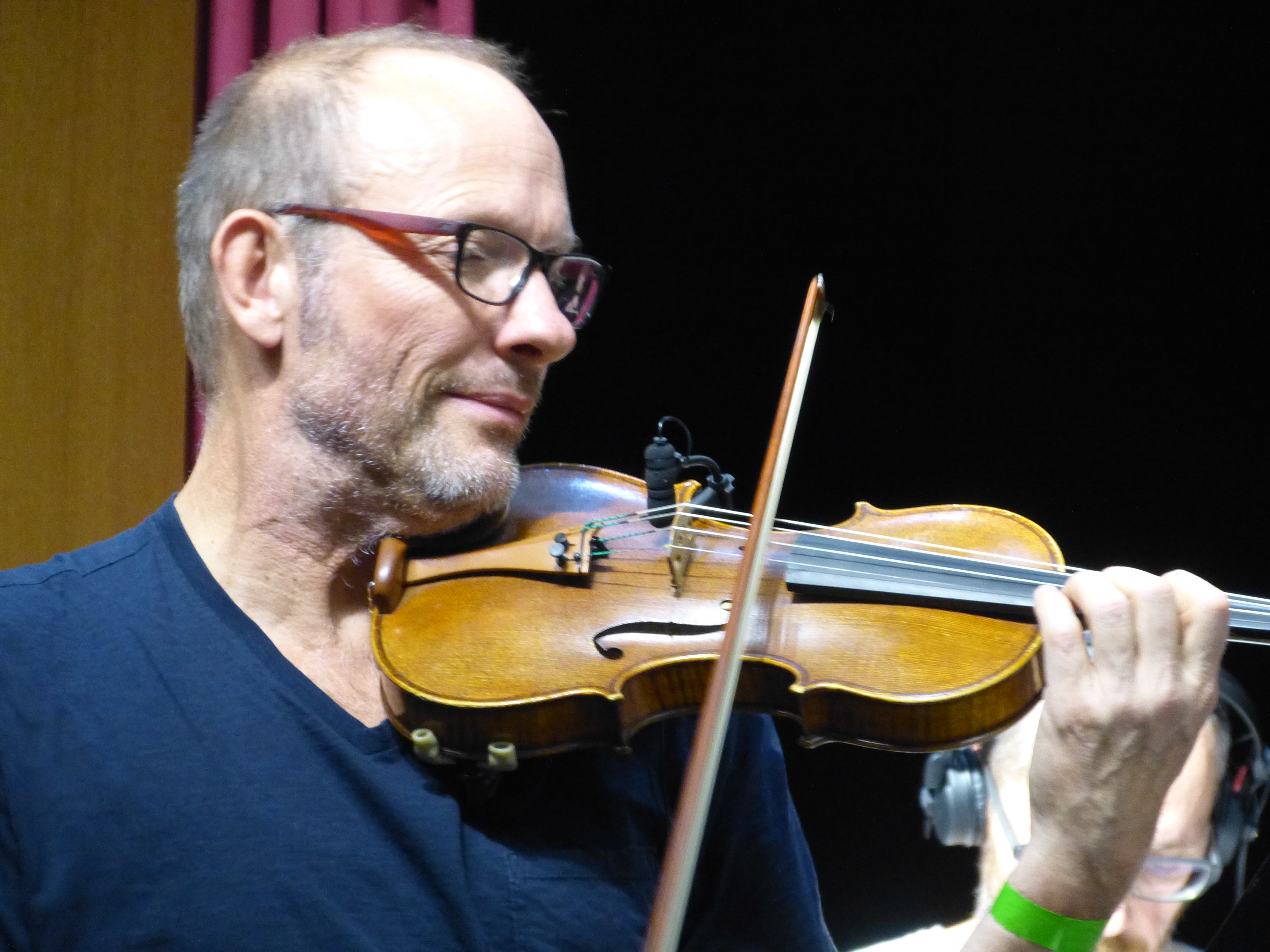
Albrecht Maurer (2015 bei der Kölner Musiknacht in der Thyssen-Stiftung)

Albrecht Maurer (* 29. November 1959 in Aachen) ist ein deutscher Violinist und Komponist.

## Wirken
Albrecht Maurer studierte Violine an der Musikhochschule Köln und nahm an Workshops von Johannes Fritsch und Klarenz Barlow teil. Als Keyboarder, Sänger und Geiger war er 1986 in der Kölner Jazzband Heinz aktiv, um dann mit Thomas Witzmann das Duo Directors zu gründen. Gleichzeitig gehörte er zu Norbert Steins Pata Orchestra.
Einerseits tritt er, die Gotische Fidel spielend, mit dem Flötisten Norbert Rodenkirchen und Katarina Livljanić im Bereich Alter Musik auf, interpretiert aber auf dem mittelalterlichen Instrument auch zeitgenössische Musik. Seit 2005 ist er festes Mitglied im Pariser Ensemble Dialogos. Hier spielt er auch eine Rebec und eine Lijerica.
Als Violinist spielt er andererseits in verschiedenen Projekten und Gruppen des Jazz und der Improvisationsmusik wie dem Kent Carter String Trio oder bei Lucian Ban & John Hébert. Maurer hat mit Theo Jörgensmann, Bobo Stenson, Charlie Mariano, Wolter Wierbos, Eckard Koltermann, Lauren Newton, Benoît Delbecq, Manos Tsangaris, Barre Phillips, Harald Kimmig, Lucian Ban und (anlässlich der Essener Aufführung von Escalator Over The Hill) auch mit Carla Bley zusammengearbeitet. 2008 gründete er mit Theo Jörgensmann und dem belgischen Kontrabassisten Peter Jacquemyn das Trio Hot. Mit Bassem Hawar spielt er in dem Duo Crossover Bagdad Köln.
2014 war er zusammen mit Norbert Rodenkirchen mit der CD Loplop´s Call für den Preis der deutschen Schallplattenkritik nominiert.
Mit Klaus Kugel betreibt er das Label Nemu-records. Mit Norbert Stein gestaltete er bis 2015 im Kunsthaus Rhenania die Konzertreihe Musiklabor Köln; aktuell betreibt er die Konzertreihe Chamber Remix.

## Diskografie (Auswahl)

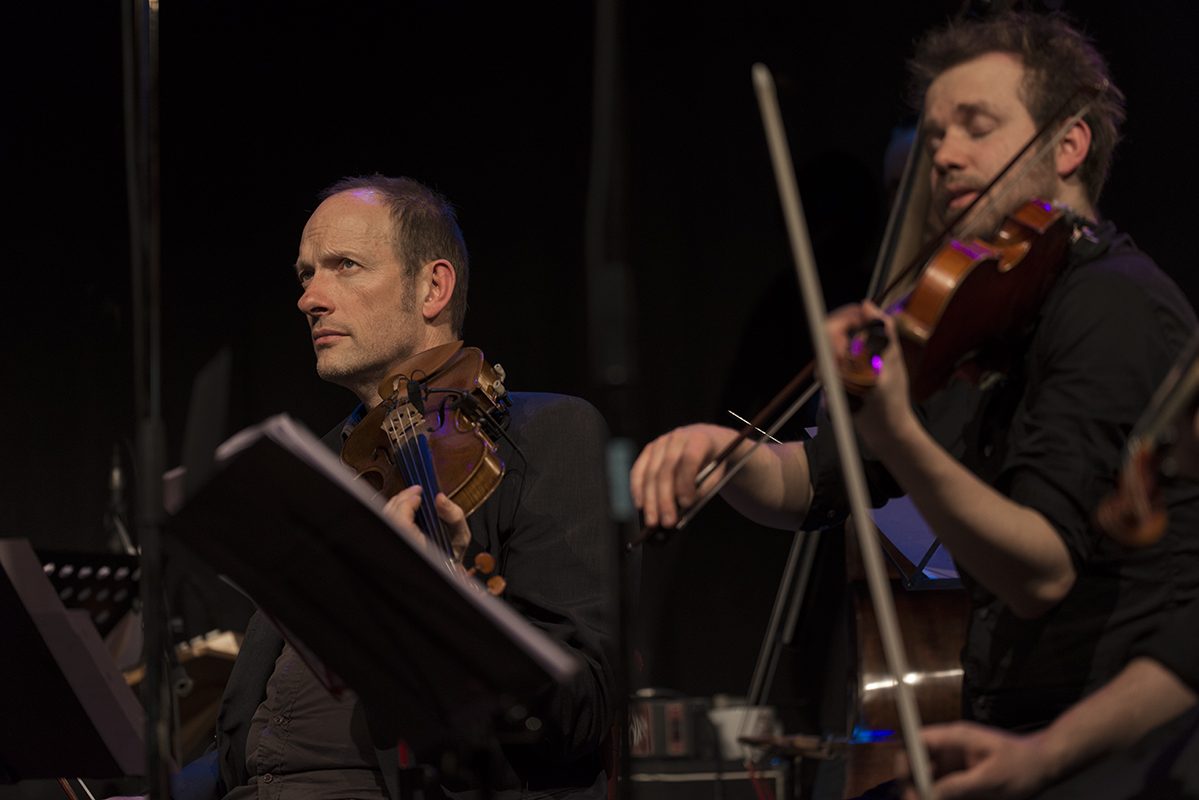
Albrecht Maurer (links, 2013)

- Theo Jörgensmann Werkschau Ensemble Aesthetic direction (1993)
- Albrecht Maurer Solo Works (1996)
- Albrecht Maurer Trio Works Movietalks (2002), mit Wolter Wierbos, Benoît Delbecq
- Syntopia Quartet Mars (2005), mit Claudio Puntin, Dieter Manderscheid, Klaus Kugel
- Maurer & Rodenkirchen Hidden Fresco (2006) mit Norbert Rodenkirchen
- Trio Hot Jink (2008), mit Theo Jörgensmann und Peter Jacquemyn
- Rivière Composers Pool Summer Works (2010) mit Kent Carter, Theo Jörgensmann, Etienne Rolin (Emanem; 3CD-Box)
- Maurer Ban Maneri Fantasm (2014) mit Lucian Ban und Mat Maneri
- Theo Jörgensmann & Albrecht Maurer: Hymnen an die Nacht (2017)
- Remember Yatra (2020, rec. 1997, mit Charlie Mariano, Christopher Dell, Christian Ramond, Klaus Kugel)